# Справедливе подовження
«Справедливе подовження» (англ. Fair Extension) — новела американського письменника Стівена Кінга, опублікована в його збірці «Повна темрява, без зірок», яка вийшла у 2010 році.

## Сюжет
У серпні 2001 року, повертаючись додому в Деррі, штат Мен, Дейв Стрітер бачить чоловіка зі стендом біля дороги до аеропорту, де зазвичай продають овочі. Він виходить і знайомиться з цим чоловіком, Джорджем Елвідом, який стверджує, що жив століттями, і каже Стрітеру, що продає подовження різних типів. Елвід пропонує Стрітеру, в якого невиліковний рак легенів, шанс прожити ще п'ятнадцять, а може і двадцять років, на відміну від лікарів, які давали йому кілька місяців, якщо він буде платити п'ятнадцять відсотків своєї зарплати за кожен із цих років і перекладатиме «вагу» свого нещастя на когось зі знайомих. Елвід підкреслює, що це має бути хтось, кого Стрітер справді ненавидить. Елвід дає Стрітеру пробний період на тиждень, що б він дійсно в це повірив і сходив до лікаря. Через пару днів Стрітер йде до свого лікаря, який каже йому, що його пухлини дійсно зменшуються. Коли дія хіміотерапії закінчується, він почувається добре, знову може їсти та радіти життю. Через тиждень він приїжджає на те саме місто і зголошується на пропозицію Елвіда.
Своєю жертвою він обирає Тома Гудг'ю, свого найкращого друга з дитинства, якого він таємно ненавидів роками. Стрітер робив за нього домашнє завдання протягом усього їхнього становлення. В коледжі Гудг'ю познайомився з дівчиною Стрітера, вони прийшли до Стрітера і сказали що кохають один одного і в результаті одружились. За сприяння Стрітера Гудг'ю отримав кредит і заснував успішний бізнес з вивезення сміття, веде розкішний спосіб життя з трьома дітьми та має чудове життя, і не виглядає на свій вік, на відміну від Стрітера.
Чотири місяці по тому оголошено, що Стрітер не хворий на рак, що спантеличило його лікаря. Удача продовжується і в наступні роки, оскільки Стрітера кілька разів підвищують на роботі, а його шлюб стає щасливим і життя значно покращується. Його діти починають довге кар'єрне зростання: його син стає мільйонером, створивши дві відеоігри-бестселера, а його дочка отримує роботу журналіста своєї мрії в Boston Globe після закінчення Колумбійської школи журналістики.
Нещастя Гудг'ю починають випливати на поверхню через кілька місяців після угоди Стрітера, коли його дружині діагностують рак грудей, який поширився на лімфатичні вузли; вона помирає через шість місяців. Його бізнес опиняється на межі краху після того, як його бухгалтер розкрадає 2 мільйони доларів і тікає з міста. Діти Гудг'ю також хворіють: у його середньої дитини, Карла, серцевий напад і невиправне пошкодження мозку ; його старша дитина, Грейсі, втрачає чоловіка через п'яного водія, втрачає всі зуби після розвитку піореї та зрештою народжує мертву дитину; а його молодший син Джейк відмовляється від спортивної стипендії, щоб допомогти врятувати сміттєвий бізнес.
У той час як Стрітер продовжує насолоджуватися своєю удачею, життя Гудг'ю стає похмурим і безрадісним. Його дочка Грейсі змушена повернутися додому і впадає в глибоку депресію; син Карла в результаті нещасного випадку отримує важку інвалідність і не можу працювати. Тепер він з сестрою цілими днями сидить біля телевізора. Скоро йому знадобився доглядач, який допомагав йому в побуті, а коли в родині закінчились гроші та доглядачу не було чим платити, його звільнили, і Карл помер, вдавившись яблуком. Джейка відправляють у в'язницю за те, що він поранив свою дружину. Компанію Гудг'ю з утилізації відходів арештовано EPA. У самого Гудг'ю розвивається подагра та псоріаз, він починає багато пити та різко втрачає вагу. Він думає про самогубство, порівнює себе з Йовом і вважає, що «образив Бога». Хоча Стрітер прикидається турботливим і підтримуючим, він таємно радий, коли бачить, як Гудг'ю марно намагається впоратися з нещастям його сім'ї.
Історія закінчується тим, що Стрітер і його дружина спостерігають за зірками. Вона зізнається, що засмучується через проблеми сім'ї Гудг'ю, а він запевняє її, що це цілком справедливо, і що деякі люди просто страждають від життя. Вони бачать планету Венеру, і Стрітер каже дружині загадати бажання. Вона не може придумати нічого, що їм потрібно, і історія закінчується тим, що Стрітер загадує єдине бажання: більше.